# ماء الصنبور

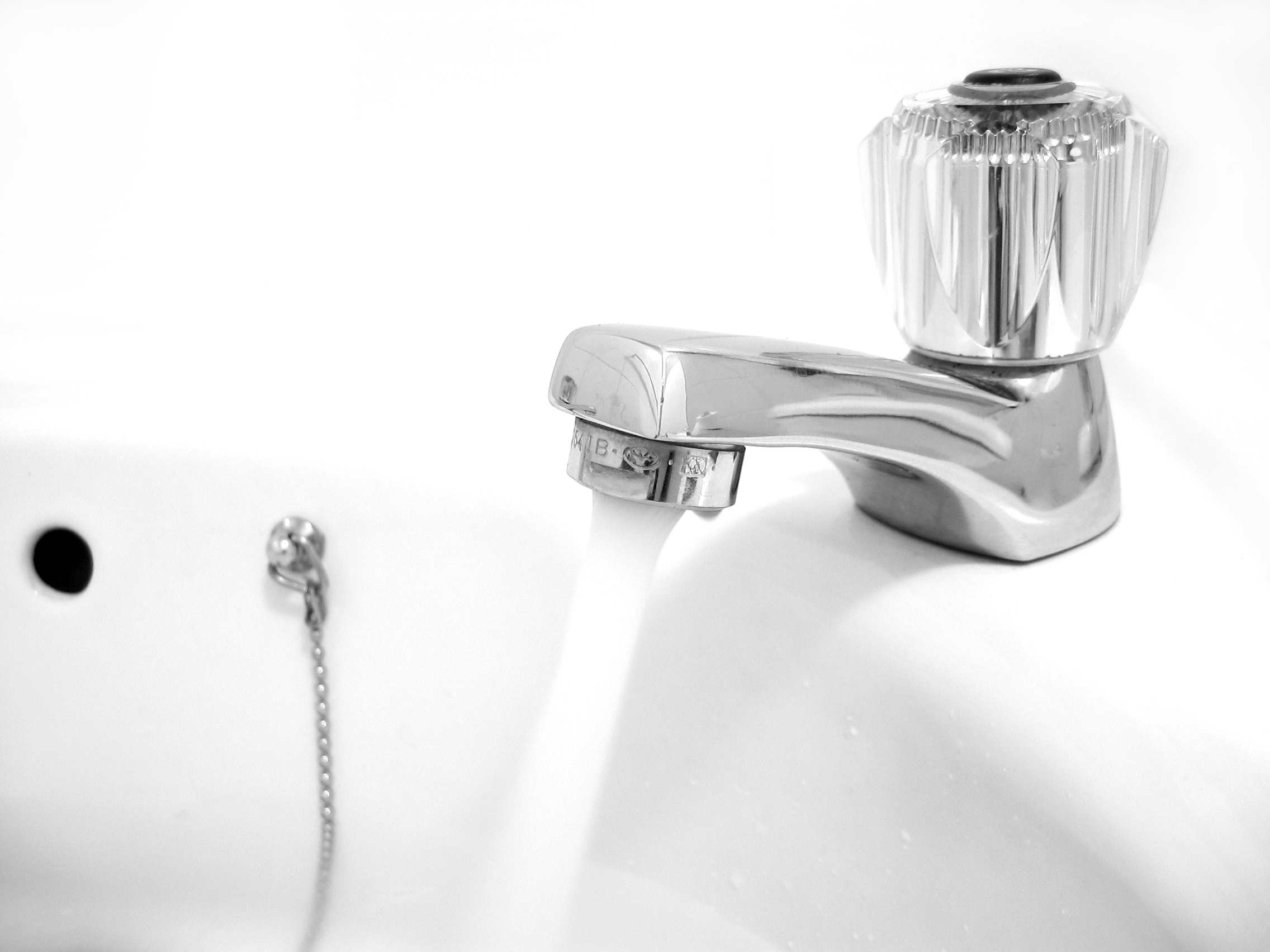
ماء الصنبور

ماء الصنبور (أو ماء الحنفية، كما يطلق عليه اسم ماء المدينة أو البلدية إلخ.) هو ماء يتم تزويده إلى المنازل عبر قنوات تمديد تنتهي بصنبور.
يستخدم ماء الصنبور لتلبية الحاجات اليومية التي تتطلب وجود الماء مثل الشرب وتحضير الطعام والجلي والغسيل ولأغراض النظافة الشخصية المختلفة. عند توفر شروط رقابة وضمان للسلامة يمكن استخدام ماء الصنبور للشرب مباشرة دون معالجة لاحقة، ولكن إن اضطر الأمر ينبغي إجراء وسائل منزلية لتنقية المياه مثل مرشحات المياه أو حتى بإجراء عملية غلي لها.
تمدد المياه إلى الصنابير في المنازل عبر شبكة تمديدات، وتصرف المياه عادة في حوض غسيل، ومنه عبر البالوعة إلى شبكة التصريف. تعد المهمة الكبرى في إيصال المياه إلى المدن إحدى مهمات الهندسة الصحية.
إن الهدف من تخصيص ذكر مورد الماء باسم ماء الصنبور هو التمييز بينه وبين أنماط أخرى من موارد المياه العذبة الأخرى. أصبح استخدام ماء الصنبور لأغراض الاستخدام اليومي من بديهيات البنى التحتية في مدن البلاد المتقدمة، في حين أن بعض البلدان النامية لا تزال تفتقر مناطق فيها لماء الصنبور، حيث يجلب الماء عادة من العيون والجداول عبر قراب أو يجلب من الآبار ثم يخزن في حاويات وصهاريج.

## اقرأ أيضاً
- إمداد المياه
- مياه معبأة